# Tteokbokki
I tteokbokki sono un piatto coreano rientrante nella categoria dei tteok, e consistono in gnocchi di riso glutinoso saltati in padella e conditi con una salsa piccante di gochujang (a base di peperoncino), ai quali vengono in seguito aggiunti eomuk, uova bollite e scalogno. I tteokbokki sono un piatto economico e vengono comunemente acquistati alle bancarelle e nelle tavole calde.

## Storia
La prima menzione dei tteokbokki appare nel Siuijeonseo, un ricettario del XIX secolo, secondo il quale venivano chiamati con vari nomi, inclusi tteokjjim, tteokjapchae e tteokjeongol. La versione della corte reale, chiamata "gungjung-tteokbokki" (tteokbokki della corte reale), era preparata con tteok bianchi, lombo, olio di sesamo, ganjang, scalogno, seogi, pinoli e semi di sesamo tostati e macinati, mentre la salsa saporita d'accompagnamento era preparata nella casa principale della famiglia Yun di Papyeong, dove veniva fatta fermentare una salsa di soia pura (fatta soltanto di salamoia e soia fermentata) di buona qualità, che ne era l'ingrediente principale. In questa versione, uno degli ingredienti più comuni erano le costine di manzo.
Si crede che i tteokbokki rossi e piccanti grazie all'uso di gochujang nella salsa siano apparsi negli anni cinquanta nel quartiere Sindang di Seul, dove furono venduti per la prima volta, e resi celebri negli anni settanta. Essendo un cibo popolare della classe operaia, i tteok di frumento sostituivano spesso quelli di riso.

## Varietà
Nel corso del tempo, ai tradizionali ingredienti aggiuntivi dei tteokbokki quali le uova sode e i mandu saltati in padella, se ne sono affiancati altri come frutti di mare, costatine, ramyeon e jjolmyeon, nel qual caso il piatto cambia nome, rispettivamente, in haemul-tteokbokki (해물떡볶이?), galbi-tteokbokki (갈비떡볶이?), rabokki (라볶이?) e jjolbokki (쫄볶이?). Anche salse non a base di soia e peperoncino hanno preso piede, dando vita a varianti contenenti curry, panna e jajang. Esistono anche piatti fusion come i tteokbokki gratinati.
I tteokbokki preparati nello stile dei jeongol vengono chiamati jeukseok-tteokbokki (즉석떡볶이?; tteokbokki sul posto) e sono bolliti su un fornello da tavolo durante il pasto, per essere poi accompagnati dal riso fritto.

### Tteokbokkicongochujang

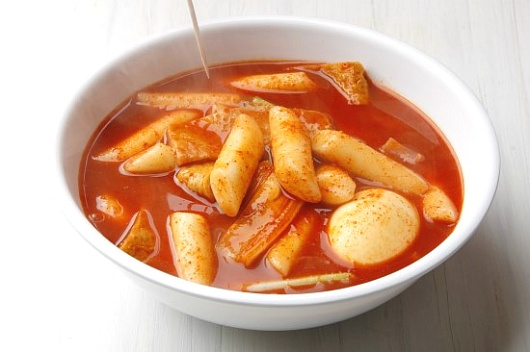
Gungmul-tteokbokki brodosi.

I tteokbokki rossi e piccanti grazie all'utilizzo di gochujang (pasta di peperoncino) sono uno degli spuntini preferiti dai coreani. Ne esistono in due versioni: i gungmul-tteokbokki (국물떡볶이?), brodosi, e i gireum-tteokbokki (기름떡볶이?), che sono invece asciutti.
Nei gungmul-tteokbokki, il sapore viene esaltato utilizzando alghe kombu e acciughe giapponesi. La polvere di peperoncino ne ravviva il colore, mentre lo sciroppo di riso agisce sulla dolcezza e la consistenza della salsa. Eomuk, uova bollite e scalogni affettati diagonalmente completano il piatto.
Nei gireum-tteokbokki, una miscela di peperoncino in polvere, salsa di soia, zucchero e olio di sesamo sostituisce spesso la pasta di peperoncino. I tteok morbidi vengono conditi con la salsa, poi saltati in olio vegetale con un trito di scalogno.

### Tteokbokkicon salsa di soia
I tteokbokki dolci in salsa di soia sono spesso chiamati gungjung-tteokbokki (궁중떡볶이?) e risalgono a prima dell'introduzione del peperoncino, avvenuta nel tardo Joseon. Avendo un sapore simile a quello dei japchae, venivano consumati come spuntino e come complemento al riso. Nonostante fossero tradizionalmente preparati con salsa di soia pura, l'unica esistente a quei tempi, in età moderna la normale salsa di soia più dolce ha preso il suo posto.
Ingredienti tradizionali come lombo o costine, olio di sesamo, scalogni, Umbilicaria esculenta, pinoli e semi di sesamo fanno ancora parte della ricetta moderna dei gungjung-tteokbokki, affiancati a germogli di fagioli mungo, carote, cipolle, zucchine coreane essiccate, aglio e funghi shiitake. Il piatto viene generalmente guarnito con pezzetti di frittata.